# Улица Баязита Бикбая
Улица Баязита Бикбая — улица, расположенная в Октябрьском районе Уфы, в жилом массиве Сипайлово.
Своё название улица получила 1 марта 1984 года в честь башкирского поэта, публициста Баязита Бикбая. Пролегает с запада на восток, начинается от улицы Сипайловская и упирается в улицу Набережная реки Уфы и реку Уфу. Пересекает улицу Юрия Гагарина и улицу Маршала Жукова.

## Инфраструктура
Вдоль всей улицы находятся жилые многоэтажные дома. Имеется много социальных объектов: детские сады, школы, спортивные клубы, фитнес-центры, аптеки, магазины, кафе, рестораны.